# Ur suscrit
 (février 2024).
L’ur suscrit ‹ ◌᷑ › est un signe diacritique de l’alphabet latin utilisé au Moyen Âge comme signe abbréviatif pour ur ou tur en latin ou d’autres langues.

## Utilisation
L’ur suscrit a été utilisé comme signe abréviatifs pour ur (sepelitur, visuris, futuri, amatur, etc.), ou parfois ausi pour tur (datur, interpretatur, scribitur, accusatur), en latin et a subi beaucoup de modifications dans ses formes. Il a par exemple la forme d’un s renversé et couché horizontalement (∾), la forme d’un 2 ou d’un 3. L’ur suscrit a aussi été utilisé en français. Elle est à l’origine une note tironienne.

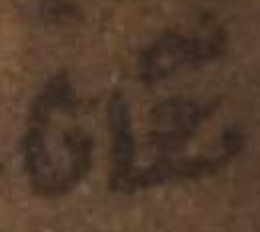
‹ ɢiz᷑ › avec z ur suscrit en vieux norrois dans Möðruvallabók, AM 132 fol. f. 55v a 15, XIVe siècle.
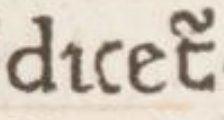
‹ dicet᷑ ›, dicetur, avec t ur suscrit en latin dans De officiis, 1472.
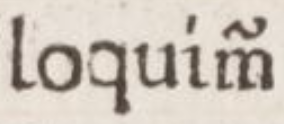
‹ loquim᷑ ›, loquimur avec t ur suscrit en latin dans De officiis, 1472.

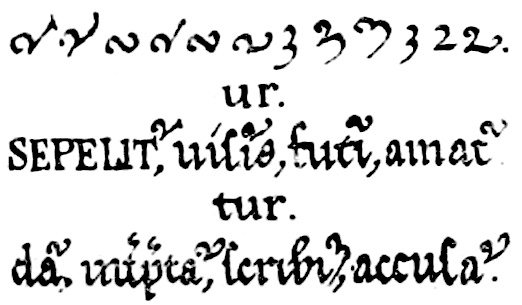
Formes de l’ur suscrit avec exemples dans Chassant 1884.